# René Rensch
René Rensch (* 18. März 1969 in Kyritz) ist ein ehemaliger Ruderer, der international für die DDR antrat und 1988 die olympische Silbermedaille im Zweier mit Steuermann gewann.
Rensch trat für die SG Dynamo Potsdam an. 1984 und 1985 war er Steuermann des Vierers, der zweimal hintereinander bei den Junioren-Weltmeisterschaften gewann. 1987 bildeten zwei Ruderer aus diesem Vierer, Detlef Kirchhoff und Mario Streit, zusammen mit Rensch einen neuen Zweier mit Steuermann. Dieses Boot belegte bei den Ruder-Weltmeisterschaften 1987 den vierten Platz hinter den italienischen Brüdern Carmine und Giuseppe Abbagnale mit ihrem Steuermann Giuseppe Di Capua, dem britischen Boot mit Andrew Holmes, Steven Redgrave und Steuermann Patrick Sweeney sowie den Rumänen Dimitrie Popescu und Vasile Tomoiagă.
1988 bei den Olympischen Spielen in Seoul gewannen Kirchhoff, Streit und Rensch ihren Vorlauf, im Halbfinale siegten die Abbagnale-Brüder vor dem DDR-Zweier und den Rumänen. Das andere Halbfinale gewann ein bulgarischer Zweier vor den Briten. Im Finale erreichten die ersten vier Boote mit weniger als vier Sekunden Abstand das Ziel, die italienischen Titelverteidiger siegten vor dem Boot aus der DDR und den Briten, die am Vortag ohne Sweeney bereits Gold im Zweier ohne Steuermann gewonnen hatten; die Rumänen wurden Vierte des Olympischen Finales.
Für den Gewinn der Silbermedaille in Seoul wurde Rensch mit dem Vaterländischen Verdienstorden in Silber ausgezeichnet.